# Rotbauch-Spitzkopfschildkröte
Die Rotbauch-Spitzkopfschildkröte (Emydura subglobosa) gehört innerhalb der Familie der Schlangenhalsschildkröten (Chelidae) zur Gattung der Spitzkopfschildkröten (Emydura).

## Beschreibung
Die Weibchen der Rotbauch-Spitzkopfschildkröte erreichen eine Länge von bis zu 26 cm, Männchen etwa 20 cm. Die Hautfarbe variiert zwischen hellgrau bis dunkelgrau mit einem olivfarbenen Schimmer. Der Carapax ist im hinteren Teil breiter und insgesamt relativ flach, wölbt sich aber mit zunehmendem Alter. Der Längskiel auf dem Carapax bildet sich im Alter zurück. Die Randschilde (Marginalschilde) sind an den Seiten deutlich abgerundet. Der Plastron ist gelblich und mit roten bis rosafarbenen Streifen versehen. Der Kopf der Rotbauch-Spitzkopfschildkröte hat eine olivfarbene Grundfärbung. Auf Höhe der Augen verläuft über die gesamte Kopflänge ein gelber Streifen, der bis zur Schnauzenspitze reicht. Die Nasenöffnungen liegen oberhalb der Schnauzenspitze. Die Unterseite, im Bereich des Kinns, ist leicht rosa gefärbt. Männchen verfügen über einen längeren Schwanz als Weibchen. Außerdem liegt die Kloake bei ihnen weiter hinten. Aufgrund der aquatischen Lebensweise haben sich bei den Rotbauch-Spitzkopfschildkröten im Laufe der Evolution zwischen den Zehen deutlich sichtbare Schwimmhäute gebildet. Die Rotbauch-Spitzkopfschildkröte ist ein ausgesprochen guter Schwimmer. Die Beine sind kräftig gebaut und enden in starken Krallen. Das Land suchen sie nur zur Eiablage und zum Sonnenbaden auf. Die tagaktive Rotbauch-Spitzkopfschildkröte ist in ihrer Art noch nicht bedroht.

## Verbreitung
Der natürliche Lebensraum erstreckt sich über tropische und subtropische Regenwaldgebiete Australiens und Neu-Guineas. Sie leben überwiegend an langsam fließenden Gewässern wie Flüssen, große Seen und ausgedehnte Sumpfgebiete.

## Nahrung
Rotbauch-Spitzkopfschildkröten sind Allesfresser und leben von Insekten, Weichtieren und Wassergewächsen. Mit ihren kräftigen Kiefern können sie zum Beispiel Schneckenschalen knacken. In Haltung fressen sie auch reife Früchte.

## Fortpflanzung
Die Hauptpaarungszeit beginnt im September. Das Weibchen legt ca. 5 bis 20 Eier in eine Erdmulde, die sorgsam verschlossen wird. Die Eier haben eine Länge von 35 bis 38 mm, eine Breite von 19 mm und ein durchschnittliches Gewicht von rund 8 Gramm. Abhängig von der Inkubationstemperatur schlüpfen die Jungtiere nach 45 bis 60 Tagen. Die Jungschildkröten haben eine Schlupflänge von 30 mm sowie ein Gewicht von 5 Gramm.